# アクサク
オスマン古典音楽の理論において、アクサク (英語: aksak) は、速いテンポで演奏される「音符」と「その組み合わせ」を基調として、その基調を絶え間なく繰り返す、リズム・システムである。その音符の長短の微妙な組合せからきわめて多様なリズム･パターンをつくり出し、2+3、2+2+3、2+3+3などのように、２長と３長の音節の変化に基づくリズムセルを並置している。その名前は文字通り、「跛行」(英語: limping)、「つまづき」(英語: stumbling)、「激しい揺れ」(英語: slumping)を意味しており、西欧の民族音楽学者は、一般的に「不規則」な、または 付加拍子 と呼ぶ(Brăiloiu 1951; Fracile 2003, 198; Reinhard, Stokles, and Reinhard 1951, §II, 4)。
これらの拍子はトルコの民俗音楽では主に歌や楽器による踊りの曲として見られる他、いくつかの民謡の中にも見受けられる。
厳密に言えば、トルコ音楽理論では、アクサクという用語は、９の長さの音を 2 + 2 + 2 + 3 のパターンにまとめているものだけを指している(Reinhard, Stokes, and Reinhard 2001, §II, 4)。
アクサクはトルコ以外にイラン、アフガニスタン、そしてバルカン諸国の伝統的な民俗音楽のリズミカルな構造における重要なパターンである。西欧以外の音楽や東ヨーロッパの民族音楽が西洋に影響を与え始めたため、アクスクのリズムは20世紀の西洋音楽の数多くの作曲家に影響を与え、バルトーク・ベーラやイーゴリ・ストラヴィンスキーはそのうちの一人である。

## 拍子の例
。
| 拍子 | 構造 |
| ---- | --- |
| 5    | 2+3 (türk aksağı [Bulg: Paidushko]), 3+2                                                                    |
| 7    | 2+2+3 (devr-i turan[Bulg. Račenica]), 3+2+2 (devr-i hindi (Bektaş 2005, 6–7) Bulg. Lesnoto) Četvorno, 2+3+2 |
| 9    | 2+2+2+3 (aksak [Bulg. Daychovo]), 3+2+2+2, 2+2+3+2, 2+3+2+2 ([Bulg: Grancharsko)                            |
| 11   | 2+2+2+2+3, 2+2+3+2+2 (Bulg. Gankino)                                                                        |
| 13   | 2+2+2+2+2+3 (Bulg. Elenino horo), 2+2+2+3+2+2 (Bulg. Krivo Sadovsko horo)                                   |
| 15   | 2+2+2+2+3+2+2 (Bulg. Bučimiš)                                                                               |
| 18   | 3+2+2 + 2+2+3+2+2 (Bulg. Jove male mome)                                                                    |
| 25   | 3+2+2 + 3+2+2 + 2+2+3 + 2+2 (Bulg. Sedi donka)                                                              |

## ジャズ
アクサクのリズム ８分の2+2+2+3 拍子は、デイヴ・ブルーベックによる、ジャズのスタンダード・ナンバーの "Blue Rondo à la Turk"(User 2015) に顕著に取り入れられている。